# Bitstream Vera
Bitstream Vera ist eine freie Schriftart unter einer liberalen Lizenz. Sie wurde von Jim Lyles bei Bitstream entworfen und ist fast identisch mit dessen Schriftarten Bitstream Prima, DejaVu und Menlo.
Sie ist eine TrueType-Schriftart mit vollem Hinting, was die Darstellungsqualität bei niedrigauflösenden Geräten wie Computer-Monitoren verbessert. Obwohl Vera nur gewöhnliche Zeichensätze sowie das lateinische Alphabet mit einigen Sonderzeichen abdeckt, erlaubt es die Lizenz, eigene umfangreichere Derivate zu erstellen. Dies tut eine Gruppe in Form der DejaVu-Schriften.
Bitstream Vera umfasst eine Antiqua, eine Groteske und eine Unproportionale.